# Propozycja 8 w Kalifornii w 2008 roku

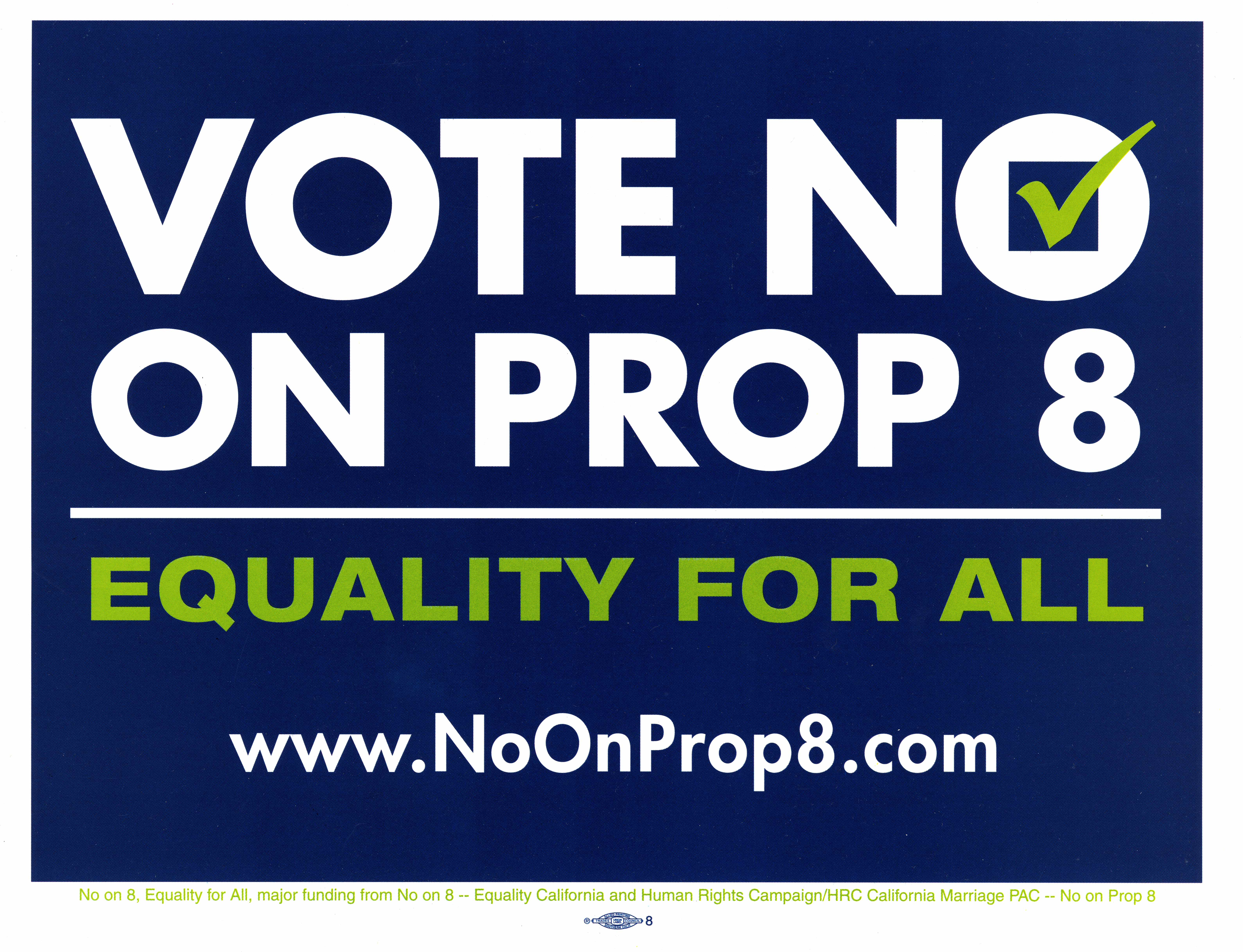
Plakat promujący głosowanie przeciwko poprawce.

Propozycja 8 w Kalifornii w 2008 roku, (ang. Proposition 8) – propozycja poprawki konstytucyjnej w amerykańskim stanie Kalifornia, nad którą obywatele tego stanu głosowali w referendum 4 listopada 2008 roku. Propozycja ta sprecyzowała obowiązującą w Kalifornii definicję związku małżeńskiego jako związku "między mężczyzną i kobietą", eliminując prawo par tej samej płci do zawierania małżeństw.
Według wstępnych wyników, za poprawką głosowało ok. 52,5% uprawnionych do głosowania, przeciw - około 47,5%.
Po wejściu w życie propozycji do artykułu I Konstytucji Kalifornii została dodana sekcja 7.5 w brzmieniu:
Only marriage between a man and a woman is valid or recognized in California.
Tylko małżeństwo między mężczyzną i kobietą jest ważne i uznawane w Kalifornii.
Legalność poprawki została potwierdzona wyrokiem Sądu Najwyższego Kalifornii w 2009.
W 2013 Sąd Najwyższy Stanów Zjednoczonych uznał Propozycję 8 za niezgodną z Konstytucją Stanów Zjednoczonych, a przez to nieważną.